# Cladopelma virescens
Cladopelma virescens är en tvåvingeart som först beskrevs av Johann Wilhelm Meigen 1818.  Cladopelma virescens ingår i släktet Cladopelma och familjen fjädermyggor. Arten är reproducerande i Sverige. Inga underarter finns listade i Catalogue of Life.